# Morti nel 2019/Marzo
| Questa pagina contiene informazioni ricavate automaticamente dalle voci biografiche con l'ausilio del template Bio e di un bot. L'aggiornamento è periodico e automatico e ricostruisce completamente la pagina. Se manca una persona in questa lista, sei pregato di non aggiungerla, ma accertati piuttosto che la sua voce biografica contenga il template Bio e che i dati anagrafici siano correttamente compilati. Se il template Bio manca, inseriscilo tu stesso o, in alternativa, metti l'avviso {{tmp\|Bio}} che ne segnala la mancanza. Se i dati riportati sono sbagliati, correggi direttamente la voce biografica; le modifiche saranno visibili in questa lista entro pochi giorni. Per chiarimenti vedi il progetto biografie. La lista contiene solo le 171 persone che sono citate nell'enciclopedia e per le quali è stato implementato correttamente il template Bio. Pagina aggiornata al 26 giu 2025. |

- 1º marzo - Žores Ivanovič Alfërov, fisico e politico sovietico (n. 1930)
- 1º marzo - Fernando Pannullo, attore teatrale, regista teatrale e drammaturgo italiano (n. 1936)
- 1º marzo - Eusebio Pedroza, pugile panamense (n. 1953)
- 1º marzo - Kevin Roche, architetto irlandese (n. 1922)
- 2 marzo - Salvatore Capilungo, politico italiano (n. 1928)
- 2 marzo - Tullio Gregory, filosofo e storico della filosofia italiano (n. 1929)
- 2 marzo - David Held, politologo e sociologo britannico (n. 1951)
- 2 marzo - Francesco Macri, imprenditore italiano (n. 1930)
- 2 marzo - Keith Harvey Miller, politico statunitense (n. 1925)
- 2 marzo - Giovanni Starita, politico italiano (n. 1926)
- 2 marzo - Sergio Tuis, fumettista e pittore italiano (n. 1935)
- 3 marzo - Bobbi Fiedler, politica statunitense (n. 1937)
- 3 marzo - Ted Lindsay, hockeista su ghiaccio canadese (n. 1925)
- 3 marzo - Lee Wen, artista singaporiano (n. 1957)
- 4 marzo - King Kong Bundy, wrestler statunitense (n. 1957)
- 4 marzo - Eric Caldow, calciatore scozzese (n. 1934)
- 4 marzo - Sandro Canestrini, avvocato, attivista e politico italiano (n. 1922)
- 4 marzo - Juan Corona, serial killer messicano (n. 1934)
- 4 marzo - Keith Flint, cantante e ballerino britannico (n. 1969)
- 4 marzo - Klaus Kinkel, politico tedesco (n. 1936)
- 4 marzo - Lucia Lumbelli, pedagogista italiana (n. 1937)
- 4 marzo - Luke Perry, attore e doppiatore statunitense (n. 1966)
- 4 marzo - Jean Starobinski, psichiatra e critico letterario svizzero (n. 1920)
- 5 marzo - Bruno Di Bello, pittore e fotografo italiano (n. 1938)
- 5 marzo - Jacques Loussier, pianista e compositore francese (n. 1934)
- 6 marzo - Giovanni Chieffi, medico e biologo italiano (n. 1927)
- 6 marzo - Ernesto Horacio Crespo, generale argentino (n. 1929)
- 6 marzo - Guillaume Faye, giornalista e scrittore francese (n. 1949)
- 6 marzo - Gaston Gambor, cestista centrafricano (n. 1948)
- 6 marzo - Roberto Morisi, architetto italiano (n. 1926)
- 6 marzo - Daniel Rudisha, velocista keniota (n. 1945)
- 6 marzo - Carolee Schneemann, artista e pittrice statunitense (n. 1939)
- 7 marzo - Dick Beyer, wrestler statunitense (n. 1930)
- 7 marzo - Pino Caruso, attore, scrittore e cabarettista italiano (n. 1934)
- 7 marzo - Alessandro Dimai, astronomo italiano (n. 1962)
- 7 marzo - Don Ray, produttore discografico, arrangiatore e tastierista francese (n. 1942)
- 7 marzo - Peter Däppen, giocatore di curling svizzero (n. 1950)
- 7 marzo - Ralph Hall, politico e magistrato statunitense (n. 1923)
- 7 marzo - Patrick Lane, poeta canadese (n. 1939)
- 7 marzo - Carmine Persico, mafioso statunitense (n. 1933)
- 7 marzo - Sid Sheinberg, produttore cinematografico e avvocato statunitense (n. 1935)
- 8 marzo - Amedeo Balestrieri, calciatore italiano (n. 1939)
- 8 marzo - Kelly Catlin, pistard e ciclista su strada statunitense (n. 1995)
- 8 marzo - Nothando Dube, regina (n. 1988)
- 8 marzo - Michael Gielen, direttore d'orchestra e compositore austriaco (n. 1927)
- 8 marzo - Roland Hedlund, attore svedese (n. 1933)
- 8 marzo - Mesrob II Mutafyan, arcivescovo cristiano orientale armeno (n. 1956)
- 9 marzo - Sveinung Aarnseth, calciatore norvegese (n. 1933)
- 9 marzo - Jed Allan, attore e conduttore televisivo statunitense (n. 1935)
- 9 marzo - Anna Costanza Baldry, psicologa e criminologa italiana (n. 1970)
- 9 marzo - Alberto Bucci, allenatore di pallacanestro italiano (n. 1948)
- 9 marzo - Vladimir Abramovič Ėtuš, attore russo (n. 1922)
- 9 marzo - Michele Galati, brigatista italiano (n. 1952)
- 9 marzo - Giancarlo Gallarini, hockeista su pista e allenatore di hockey su pista italiano (n. 1923)
- 9 marzo - Robert Lemaître, calciatore francese (n. 1929)
- 9 marzo - Francesca Sundsten, pittrice statunitense (n. 1960)
- 10 marzo - Francesco Aguzzoli, allenatore di calcio e calciatore italiano (n. 1935)
- 10 marzo - Josef Feistmantl, slittinista austriaco (n. 1939)
- 10 marzo - Mario Fumagalli, geografo italiano (n. 1929)
- 10 marzo - Raven Grimassi, scrittore statunitense (n. 1951)
- 10 marzo - Alekos Spanoudakīs, cestista greco (n. 1928)
- 10 marzo - Sebastiano Tusa, archeologo e politico italiano (n. 1952)
- 11 marzo - Hal Blaine, batterista statunitense (n. 1929)
- 11 marzo - Samruay Chaiyong, calciatore thailandese (n. 1933)
- 11 marzo - Jemal Kherkhadze, allenatore di calcio e calciatore sovietico (n. 1945)
- 12 marzo - Coutinho, calciatore e allenatore di calcio brasiliano (n. 1943)
- 12 marzo - Günther Dreyer, egittologo tedesco (n. 1943)
- 12 marzo - Laís Elena Aranha da Silva, cestista brasiliana (n. 1943)
- 12 marzo - Tom Meyer, cestista statunitense (n. 1922)
- 12 marzo - Joseph Nissim, imprenditore greco (n. 1919)
- 12 marzo - Oskar Roth, cestista, pallamanista e allenatore di pallamano tedesco (n. 1933)
- 13 marzo - Frank Calì, mafioso statunitense (n. 1965)
- 13 marzo - Renato Cipollini, calciatore e dirigente sportivo italiano (n. 1945)
- 13 marzo - Andrea Pollack, nuotatrice tedesca (n. 1961)
- 13 marzo - Renato Spagnoli, artista italiano (n. 1928)
- 14 marzo - Zarenu Alamango, calciatore maltese (n. 1936)
- 14 marzo - Kurt Armbruster, calciatore svizzero (n. 1934)
- 14 marzo - Renato Borrelli, politico italiano (n. 1926)
- 14 marzo - Godfried Danneels, cardinale e arcivescovo cattolico belga (n. 1933)
- 14 marzo - Aldo Giacché, politico italiano (n. 1928)
- 14 marzo - Paul Hutchins, tennista britannico (n. 1945)
- 14 marzo - Ralph Metzner, psicologo e scrittore statunitense (n. 1936)
- 14 marzo - Ilona Novák, nuotatrice ungherese (n. 1925)
- 14 marzo - Charlie Whiting, dirigente sportivo britannico (n. 1952)
- 15 marzo - Luca Alinari, pittore italiano (n. 1943)
- 15 marzo - Okwui Enwezor, critico d'arte nigeriano (n. 1963)
- 15 marzo - Gianfranco Ganzer, calciatore e allenatore di calcio italiano (n. 1930)
- 15 marzo - Lam Jones, velocista e giocatore di football americano statunitense (n. 1958)
- 15 marzo - W.S. Merwin, poeta statunitense (n. 1927)
- 15 marzo - Jean-Pierre Richard, critico letterario francese (n. 1922)
- 16 marzo - Dick Dale, chitarrista statunitense (n. 1937)
- 16 marzo - Larry DiTillio, sceneggiatore e autore di giochi statunitense (n. 1948)
- 16 marzo - Richard Erdman, attore e regista statunitense (n. 1925)
- 16 marzo - Barbara Hammer, regista statunitense (n. 1939)
- 16 marzo - Mohamed Mahmoud Ould Louly, politico e militare mauritano (n. 1943)
- 16 marzo - Johann Maier, teologo e biblista austriaco (n. 1933)
- 16 marzo - Marta Melicharová, cestista cecoslovacca (n. 1941)
- 16 marzo - Julija Načalova, cantante e attrice russa (n. 1981)
- 17 marzo - Ulf Bengtsson, tennistavolista svedese (n. 1960)
- 17 marzo - Víctor Genes, allenatore di calcio e calciatore paraguaiano (n. 1961)
- 17 marzo - Olavi Mannonen, pentatleta finlandese (n. 1930)
- 17 marzo - Mario Marenco, comico, umorista e attore italiano (n. 1933)
- 17 marzo - Enrico Riccardi, compositore, paroliere e cantautore italiano (n. 1934)
- 17 marzo - Tunku Puan Zanariah, sovrana malese (n. 1940)
- 17 marzo - Bernie Tormé, chitarrista irlandese (n. 1952)
- 17 marzo - Yūya Uchida, cantante e attore giapponese (n. 1939)
- 18 marzo - John Carl Buechler, effettista, regista cinematografico e attore statunitense (n. 1952)
- 18 marzo - Jerrie Cobb, aviatrice statunitense (n. 1931)
- 18 marzo - Gino Falleri, giornalista e scrittore italiano (n. 1926)
- 18 marzo - Giuseppe Malavasi, calciatore italiano (n. 1938)
- 18 marzo - Renato Montalbano, attore italiano (n. 1931)
- 18 marzo - Lorenzo Orsetti, anarchico e antifascista italiano (n. 1986)
- 18 marzo - Giovanni Sgrò, politico australiano (n. 1931)
- 19 marzo - Marlen Chuciev, regista georgiano (n. 1925)
- 19 marzo - Kenneth To, nuotatore australiano (n. 1992)
- 20 marzo - Tina Costa, partigiana e sindacalista italiana (n. 1925)
- 20 marzo - Lubomír Dobrý, allenatore di pallacanestro cecoslovacco (n. 1925)
- 20 marzo - Ken Wiesner, altista statunitense (n. 1925)
- 21 marzo - Anna Maria Canopi, religiosa, scrittrice e storica italiana (n. 1931)
- 21 marzo - Marcel Detienne, storico, antropologo e storico delle religioni belga (n. 1935)
- 21 marzo - Esther Fischer-Homberger, psichiatra e storica svizzera (n. 1940)
- 21 marzo - Nobuhisa Kojima, astronomo giapponese (n. 1933)
- 21 marzo - José Luis Saldaño, calciatore argentino (n. 1948)
- 21 marzo - Nicola Sgrò, direttore d'orchestra e compositore italiano (n. 1937)
- 22 marzo - Frans Andriessen, politico olandese (n. 1929)
- 22 marzo - Dino De Antoni, arcivescovo cattolico italiano (n. 1936)
- 22 marzo - Carlo Franci, direttore d'orchestra e compositore italiano (n. 1927)
- 22 marzo - Rosa Russo, politica italiana (n. 1940)
- 22 marzo - Giuseppe Tavani, filologo italiano (n. 1924)
- 22 marzo - Scott Walker, cantautore e compositore statunitense (n. 1943)
- 23 marzo - Clem Daniels, giocatore di football americano statunitense (n. 1937)
- 23 marzo - Jacques Dessemme, cestista francese (n. 1925)
- 23 marzo - Rafi Eitan, agente segreto, funzionario e politico israeliano (n. 1926)
- 23 marzo - Barbara Fazio, attrice brasiliana (n. 1929)
- 23 marzo - ʿAbd al-Hādī Qandīl, politico e ingegnere egiziano (n. 1935)
- 23 marzo - Finn Willy Sørensen, allenatore di calcio e calciatore danese (n. 1941)
- 23 marzo - Domingos de Oliveira, attore, drammaturgo e regista brasiliano (n. 1936)
- 23 marzo - Lina Čerjazova, sciatrice freestyle uzbeka (n. 1968)
- 24 marzo - Larry Cohen, regista, sceneggiatore e produttore cinematografico statunitense (n. 1936)
- 24 marzo - Nancy Gates, attrice statunitense (n. 1926)
- 24 marzo - Joseph Pilato, attore statunitense (n. 1949)
- 25 marzo - Paul Dawkins, cestista statunitense (n. 1957)
- 25 marzo - Andrea Emiliani, storico dell'arte e funzionario italiano (n. 1931)
- 25 marzo - Miklós Martin, pallanuotista ungherese (n. 1931)
- 25 marzo - Antonio Napoletano, vescovo cattolico italiano (n. 1937)
- 25 marzo - Cal Ramsey, cestista e giornalista statunitense (n. 1937)
- 25 marzo - Fumio Saitō, cestista giapponese (n. 1953)
- 25 marzo - Ludwig Sprenger, sciatore alpino italiano (n. 1971)
- 25 marzo - Schmuel Winograd, informatico e ingegnere israeliano (n. 1936)
- 26 marzo - Radka Brožková, cestista cecoslovacca (n. 1938)
- 26 marzo - Ted Burgin, calciatore inglese (n. 1927)
- 26 marzo - Giovanni Daminelli, matematico e esperantista italiano (n. 1943)
- 26 marzo - Fuyumi Shiraishi, attrice e doppiatrice giapponese (n. 1936)
- 27 marzo - Valerij Fëdorovič Bykovskij, cosmonauta sovietico (n. 1934)
- 27 marzo - Roy Eugene Davis, saggista statunitense (n. 1931)
- 27 marzo - Jan Dydak, pugile polacco (n. 1968)
- 28 marzo - Vladimir Basalaev, calciatore sovietico (n. 1945)
- 28 marzo - Joe Bellino, giocatore di football americano statunitense (n. 1938)
- 28 marzo - Valentino Giambelli, imprenditore, dirigente sportivo e calciatore italiano (n. 1928)
- 29 marzo - Ayhan Ergürsel, montatore turco (n. 1961)
- 29 marzo - Harry Kesten, matematico statunitense (n. 1931)
- 29 marzo - Shane Rimmer, attore canadese (n. 1929)
- 29 marzo - Michele Russo, vescovo cattolico e missionario italiano (n. 1945)
- 29 marzo - Dieter Schlesak, poeta, scrittore e insegnante rumeno (n. 1934)
- 29 marzo - Renzo Tortelli, fotografo italiano (n. 1926)
- 29 marzo - Agnès Varda, regista, sceneggiatrice e fotografa belga (n. 1928)
- 30 marzo - Loris Pimazzoni, maratoneta italiano (n. 1956)
- 31 marzo - Cesare Dujany, politico italiano (n. 1920)
- 31 marzo - Corrado Hérin, slittinista e mountain biker italiano (n. 1966)
- 31 marzo - Nipsey Hussle, rapper, imprenditore e attivista statunitense (n. 1985)
- 31 marzo - Giorgia Seren Gay, attrice teatrale e doppiatrice italiana (n. 1968)